# Cypernsanger
Cypernsanger (latin: Sylvia melanothorax) er en spurvefugl i familien af sylviasangere, der lever på Cypern.